# Apsirt
|  | Per a altres significats, vegeu «Apsirt (veterinari)». |

Segons la mitologia grega, Apsirt (en grec antic: Ἄψυρτος) va ser un príncep de la Còlquida, fill d'Eetes i d'Idia.
Segons Gai Juli Higí, quan la seua germana Medea va fugir amb els argonautes el seu pare va equipar una nau amb soldats armats i el va enviar a perseguir-los. Apsirt la va perseguir incansable fins a les terres del rei Alcínous, a la mar Adriàtica, i va voler atacar-la, però Alcínous ho va impedir. Les dues parts el van designar jutge per resoldre la situació, i Alcínous va dir que l'endemà en donaria un veredicte. La seva dona, Arete, li va preguntar quina sentència donaria, li va respondre que si Medea era verge l'entregaria al seu pare, però si no ho era la donaria a Jàson. Arete, al saber-ho va enviar un missatger a Jàson que va consumar ràpidament el matrimoni amb Medea, oficiat per Arete.
Una altra versió explica que Apsirt va acompanyar els argonautes, però Medea el va matar i va escampar els seus membres pel mar perquè Eetes, que els perseguia, s'entretingués a recollir-los. Una versió diferent afirma que el pare va enviar-lo en busca de Medea, a qui va trobar a Corfú, però el rei local es va negar a entregar-la i Jàson li va donar mort.
Altres noms alternatius per al mateix personatge són Absirt, Absirtos i Egialeu.